# Тачки 3
«Тачки 3» (англ. Cars 3) — американский компьютерно-анимационный спортивный комедийно-приключенческий фильм 2017 года, снятый студией Pixar Animation Studios для кинокомпании Walt Disney Pictures. Это продолжение мультфильма «Тачки 2» и третий мультфильм во франшизе «Тачки». Режиссёром выступил Брайан Фи (в его режиссёрском дебюте), продюсерами — Кевин Реэр и Андреа Уоррен по сценарию Кила Мюррея, Боба Питерсона и Майка Рича и сюжету Фи, Бена Квина и команды сценаристов Эяла Поделла и Джонатана Э. Стюарта. Джон Лассетер, который снял первые два фильма «Тачки», выступил исполнительным продюсером. Главные роли озвучивали Оуэн Уилсон, Ларри-кабельщик, Бонни Хант, Тони Шалуб, Гуидо Куарони, Чич Марин, Дженифер Льюис, Пол Дули, Ллойд Шерр, Майкл Уоллис, Кэтрин Хелмонд и Джон Ратценбергер, а также Кристела Алонсо, Крис Купер, Арми Хаммер, Нейтан Филлион, Лиа Делария, Керри Вашингтон и дюжина людей NASCAR. По сюжету, Молния Маккуин с помощью молодого техника Круз Рамирез намеревается доказать новому поколению гоночных автомобилей, что он всё ещё лучший гонщик в мире, чтобы помешать Джексону Шторму выиграть гонку во Флориде 500.
Переговоры о третьем фильме «Тачки» начались в конце 2011 года после выхода его предшественника и производство началось в 2014 году, когда Лассетер заявил, что это будет «очень эмоциональная история», и вернётся к темам первого фильма. Производственная команда фильма провела исследование нескольких гонщиков NASCAR, особенно пожилых, а также спортивного психоаналитика, и сосредоточилась на отношениях Маккуина с Доком Хадсоном и их значении. В производстве использовалась новая система рендеринга Rix Integration Subsystem (RIS), которая ранее использовалась в мультфильме «В поисках Дори». Новые члены актёрского состава, включая Хаммера и Алонсо, были объявлены в январе 2017 года, а затем два месяца спустя были объявлены Филлион, Вашингтон и Делария. Рэнди Ньюман, который работал над первым фильмом, написал музыку к фильму с такими артистами, как Андра Дэй, Джеймс Бэй, Брэд Пейсли и Хорхе Бланко, которые записали песни к фильму.
Премьера мультфильма состоялась 23 мая 2017 года, он был впервые показан для индустрии NASCAR в Каннаполисе, Северная Каролина, затем 15 июня в СНГ и 16 июня в США в сопровождении короткометражного мультфильма «Лу». Он заработал 383,5 миллиона долларов по всему миру при бюджете в 175 миллионов долларов, став наименее кассовым мультфильмом во франшизе, но всё же имевшим коммерческий успех. Он получил в целом положительные отзывы от критиков с похвалой за его анимацию, сюжет и эмоциональную глубину, и многие из них считают его улучшением по сравнению с его предшественником.

## Сюжет
Во время окончания одной гонки Молния Маккуин знакомится с Джексоном Штормом, высокомерным гонщиком, который является машиной следующего поколения, использующего новейшие технологии для повышения производительности и продуктивности. Поскольку всё больше и больше автомобилей нового поколения начинают участвовать в гонках, другие гонщики постепенно уходят в отставку или увольняются их спонсорами. Во время финальной гонки Молния пытается обогнать Джексона, но у него перегревается двигатель и лопается шина. В результате этого он теряет контроль над управлением и переворачивается.
Спустя четыре месяца Молния возвращается в Радиатор-Спрингс и размышляет об аварии своего покойного наставника Дока Хадсона, который так же завершил свою карьеру. Он рассказывает своей подруге Салли Каррере, что он не хочет быть принуждённым к уходу в отставку, как Док, и решает снова продолжить тренировку, ища новые способы вернуться к гонкам.
Звяк и Бряк, владельцы компании «Ржавейка», отправляют Молнию в тренировочный центр, который открылся совсем недавно. Когда он пришёл туда, Звяк и Бряк говорят ему, что они продали свою компанию новому владельцу Стерлингу, который поручает ему работать с тренером по имени Круз Рамирес. Молния становится нетерпелив из-за упражнений, которые Круз заставляет его выполнять. Он пытается использовать высокотехнологичный гоночный симулятор, но из-за того, что ему ещё рано испытывать это оборудование, он теряет контроль и врезается в экран.
Стерлинг говорит, что Молнии придётся забыть о гонках. Вместо этого Молния предлагает ему сделку: если он сможет выиграть первую гонку во Флориде 500, он может продолжать гонку по своему желанию; в противном случае он немедленно уйдёт в отставку. Стерлинг соглашается и отправляет Круз работать с ним один на один на близлежащем пляже.
Вместо того, чтобы улучшить свою максимальную скорость для победы над Джексоном, Молния проводит большую часть дня, помогая Круз привыкнуть к гонкам на песке. Они отправляются на «Округ Грома», где Док гонялся и побеждал в дерби, которое Круз в конечном счёте выигрывает. Когда Молния злится на Круз из-за потраченного времени, она говорит, что хотела участвовать в гонках, когда была моложе, но никогда не начинала гонку из-за неуверенности в себе. Она уезжает, чтобы вернуться обратно в центр.
Увидев новость о новом скоростном рекорде Джексона, Молния звонит Мэтру для получения некоторых советов. Мэтр предлагает ему найти наставника Дока по имени Выхлоп. Молния зовёт обратно Круз, и они отправляются в Томасвилль, родной город Дока, где они встречаются с Выхлопом и несколькими старыми друзьями Дока. Молнию начинают тренировать с помощью методов, с которыми он сможет перехитрить Джексона, а не победить его чистой скоростью. Выхлоп говорит, что, хотя Док на долгое время замкнулся в себе и больше не гонял после аварии в 1954-м, но зато он всегда был счастлив, когда тренировал Молнию. Во время финальной гонки Молния начинает вспоминать о своей аварии и проигрывает Круз.
На гонках во Флориде Молния видит, что Выхлоп и его с Доком друзья подбадривают его, а Круз тем временем наблюдает за гонкой. Стерлинг ищет её и приказывает ей вернуться в тренировочный центр, но Молния просит Круз вернуться обратно и закончить его гонку, а команда экипирует её для гонок, и даёт ей номер Молнии, чтобы она могла занять его место. На последнем заезде Джексон пытается прижать Круз к стене, но она совершает над ним сальто, какое когда-то использовал и Док, обгоняет его и выигрывает. Молнию и Круз объявляют победителями. Круз уходит с работы Стерлинга и принимает предложение участвовать в гонках за «Диноко».
Позже, в Радиатор-Спрингс, Маккуин присваивает Круз номер Дока Хадсона, затем он и Рамирес проводят тренировочную гонку, используя свои новые навыки. Молния перекрасился в гоночные цвета Дока, а также присвоил себе титул «стремительный», чтобы почтить память своего наставника. «Диноко» купил «Ржавейку» Стерлинга, а Молния решает продолжить участвовать в гоночном спорте и тренировать Круз.
В сцене после титров у Мэтра звонит телефон. Он непреднамеренно стучит по приёмной антенне, и телефон отключается.

## Роли озвучивали

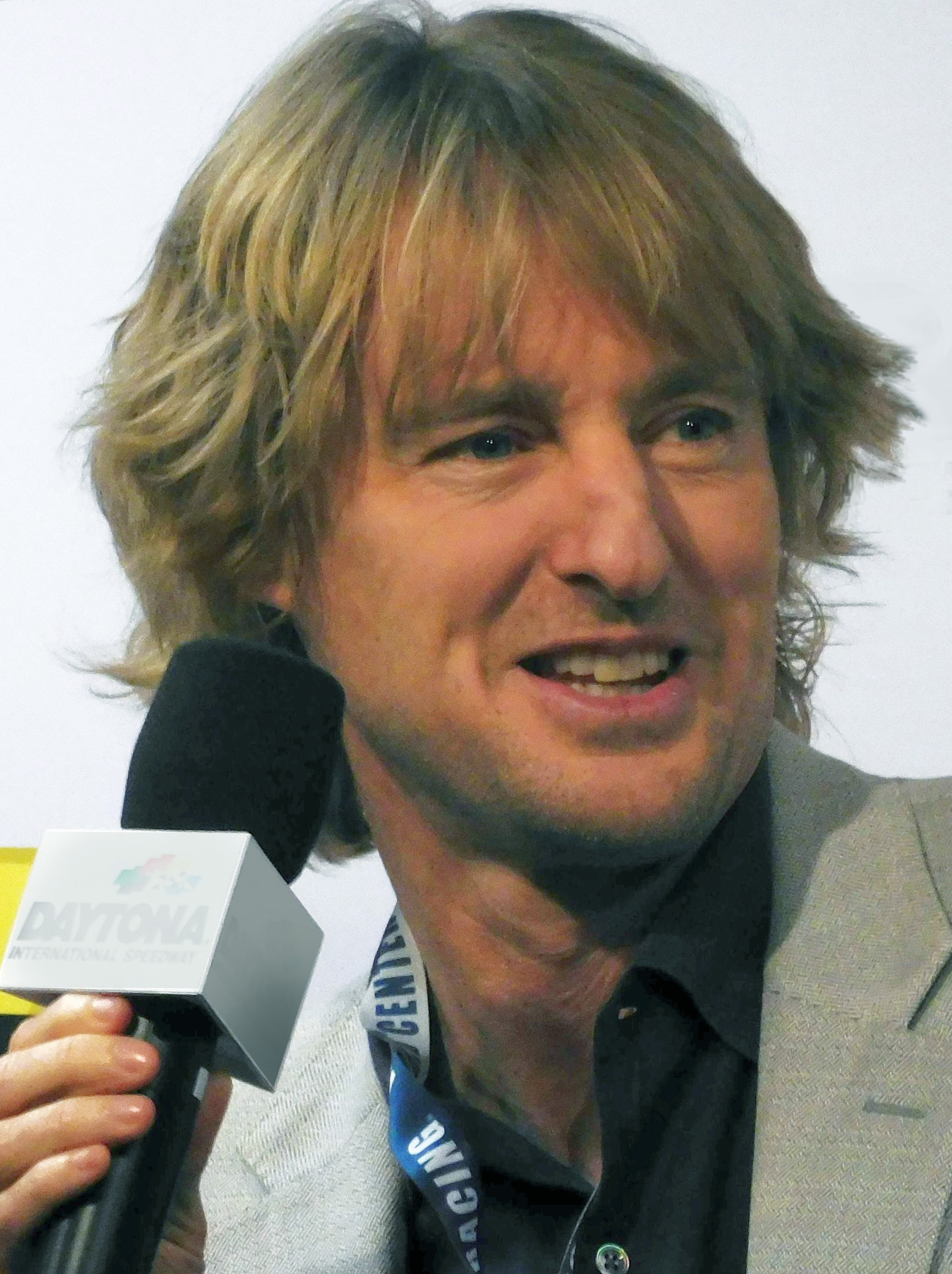
Оуэн Уилсон в 2017 году

- Оуэн Уилсон — Молния Маккуин[9], легендарный ветеран Кубка Поршня и парень Салли Карреры.
- Кристела Алонсо — Круз Рамирез[9][10], тренер Молнии Маккуина, позже его ученица.
- Крис Купер — Выхлоп[11], бывший механик и начальник команды Дока Хадсона, который помогает Молнии и Круз.
- Нейтан Филлион — Стерлинг[12], богатый бизнес-автомобиль и новый владелец компании «Ржавейка».
- Ларри Кабельщик — Мэтр, весёлый эвакуатор и лучший друг Молнии Маккуина.
- Арми Хаммер — Джексон Шторм[9][10], новый гоночный соперник Маккуина.
- Том и Рэй Мальоцци — Звяк и Бряк Ржавейки, соответственно[13], владельцы «Ржавейки». После смерти Тома в 2014 году для фраз Звяка были использованы неиспользованные архивные записи из первого фильма.
- Тони Шалуб — Луиджи, Fiat 500.
- Гуидо Куарони — Гвидо, вилочный погрузчик, который является партнёром Луиджи.
- Бонни Хант — Салли Каррера, Porsche 996 и девушка Молнии Маккуина.
- Лиа Делария — мисс Крошка[12], пугающий школьный автобус-монстр в дерби по сносу «Округ Грома».
- Керри Вашингтон — Натали Дайджест[12], статистический аналитик.
- Боб Костас — Боб Катласс, комментатор гонок.
- Марго Мартиндейл — Луиза Нэш[11], белый Nash Ambassador 1950 года и отставной гонщик Кубка Поршня из 1950-х годов, которая была одной из трёх легенд, живших в Томасвилле с Выхлопом.
- Исайя Уитлок-младший[англ.] — Ривер Скотт[11], серо-чёрный гонщик Dirt Track 1938 года и отставной гонщик Кубка Поршня, который является одним из друзей Выхлопа.
- Боб Питерсон — Чико Хикс, бывший соперник Молнии, который ведёт своё ток-шоу под названием «Chick’s Picks» на Racing Sports Network. В первом фильме его озвучил Майкл Китон.
  - Боб Питерсон также озвучивает доктора Повреждение, бело-оранжевую модифицированную машину скорой помощи, который принимает участие в дерби по сносу Crazy 8.
- Джон Ратценбергер[англ.] — Мак[13], Mack Super-Liner 1985 года.
- Льюис Хэмилтон — Гамильтон[13], личный голосовой помощник Круз.
  - Себастьян Феттель и Фернандо Алонсо озвучили иностранные языковые версии Гамильтона, при этом Феттель озвучил «Феттеля» и «Себастьяна» в итальянской и немецкой версиях соответственно, а Алонсо озвучил «Фернандо» в испанской версии.
- Ллойд Шерр — Филлмор, микроавтобус Volkswagen Type 2.
- Джуниор Джонсон — Джуниор Мун[11], чёрный Ford Standard Coupe 1940 года и отставной гонщик Кубка Поршня, который является одним из друзей Выхлопа.
- Чич Марин — Рамон, купе Chevrolet Impala 1959 года Lowrider, который владеет магазином «Ramone’s House of Body Art».
- Кэтрин Хелмонд — Лиззи, Ford Model T Coupe 1923 года, которая является пожилой владелицей придорожного магазина сувениров и аксессуаров (Radiator Springs Curios). Это было последнее появление Хелмонд во франшизе «Тачки» до ее смерти в 2019 году[14].
- Пол Дули — Сержант, джип Виллиса 1941 года.
- Дженифер Льюис — Фло, владелица кафе Фло и жена Рамона.
- Мадлен Макгроу — Мэдди Макгир, молодой автомобиль, который является самым большим поклонником Молнии Маккуина.
- Майкл Уоллис[англ.] — Шериф, полицейский автомобиль Mercury Eight Police Cruiser 1949 года.
- Джером Рэнфт — Шланг, пожарная машина Уитни Сигрейв 1960-х годов с закрытой кабиной. В первом фильме его озвучил Джо Рэнфт.
- Энджел Оквендо[англ.] — Бобби Свифт, гонщик Кубка Поршня и один из друзей Молнии.
- Дидрих Бадер — Брик Ярдли, гонщик Кубка Поршня и один из друзей Молнии.
- Андра Дей — Чаинка, вилочный погрузчик и бывшая помощница Луизы Нэш, которая теперь является певицей в баре Cotter Pin.

Кроме того, несколько гонщиков и других личностей, связанных с гонками из NASCAR, появились в эпизодических ролях, в том числе Чейз Эллиотт в роли Чейза Глянцелота, Райан Блэйни в роли Райана Трасса, Бубба Уоллас в роли Боба Ультрамотора, Шеннон Спейк в роли Шеннон Спокс, Даниэль Суарес в роли Дэнни Виражиса, Рэй Эвернхэм в роли Рэя Реверхэма и Майк Джой в роли Майка Джойрайда. Ричард Петти возвращается в роли Ченга «Кинг» Тюнинга, а его сын Кайл Петти озвучивает Кэла Уэзерса. Хампи Уилер, Джефф Гордон и Даррел Уалтрип возвращаются из своих предыдущих выступлений в «Тачках» в роли Теха Диноко, Джеффа Горветта и Даррелла Картрипа соответственно. Для появления персонажа Дока Хадсона задействованы ранее неиспользованные записи озвучивания персонажа, выполненные актёром Полом Ньюманом при создании первой части франшизы.

## Производство
Разработка «Тачек 3» началась в конце 2011 года после выхода «Тачек 2», и к марту 2014 года было начато предпроизводство фильма. В октябре 2014 года бывший главный креативный директор Pixar Джон Лассетер сообщил на Международном кинофестивале в Токио, что в фильме будет дань уважения фильму Хаяо Миядзаки «Замок Калиостро», в виде старого Citroën 2CV.
До выхода фильма Джон Лассетер, который снял предыдущие мультфильмы «Тачки», заявил, что у фильма будет «очень эмоциональный сюжет», похожий по тону на первый фильм. Со-сценарист Кил Мюррей, который также был со-сценаристом первых «Тачек», сказал о возвращении к корням серии: «С этими франшизами вы всегда хотите знать, о ком идёт речь. Первый фильм был о Маккуине, а второй фильм был своего рода вне сюжета о Мэтре. Мы хотели вернуться к истории Маккуина. Когда мы смотрели, что будет дальше для него, мы задавались вопросом, каково это будет как спортсмен, так и то, с чем он будет иметь дело до конца своей жизни».
По словам режиссёра Брайана Фи, производственная команда провела много исследований, и, хотя они «смотрели на спортсменов в других видах спорта», команда в основном сосредоточилась на гонщиках NASCAR. Фи сказал, что они «даже поговорили со спортивным психоаналитиком, который объяснил, что многие из этих водителей не могут представить, что они делают что-то ещё», идея, которая нашла отклик у команды. Майк Рич сказал, что новички, взявшие на себя этот вид спорта, — это «своего рода бесконечная история в спорте», и сравнил Маккуина с Уэйном Гретцки и Мисти Мэй-Трейнор, а также со многими другими. Фи сказал, что «быть родителем стало [его] основным ресурсом для поиска и понимания эмоций» в сюжетной линии мультфильма. Скотт Морс, руководитель сюжета фильма, сказал, что он хочет подчеркнуть эмоциональное ядро фильма и отношения персонажа, желая, чтобы фильм был похож на спортивный фильм, а также сосредоточиться на Маккуине, понимая, «что их отношения означают для Дока».
5 января 2017 года было объявлено, что Арми Хаммер и Кристела Алонсо озвучат Джексона Шторма и Круз Рамирез соответственно. Два месяца спустя к актёрскому составу присоединились Нейтан Филлион, Керри Вашингтон и Лиа Делария.
В производстве использовался новый режим рендеринга, Rix Integration Subsystem (RIS), который сделал возможными такие сцены, как гонка дерби по сносу. Ранее система использовалась в мультфильме «В поисках Дори». В предыдущих фильмах Pixar аниматоры должны были сначала сделать анимацию перед рендерингом, но RIS позволила анимации и рендерингу происходить одновременно, в так называемом «аппаратным затенением», что значительно облегчило аниматорам увидеть то, как будет выглядеть завершённая сцена.
Фи сказал, что анимация фильма — это «арт-реализм», и заявил, что это заставляет персонажей и декорации фильма «чувствовать себя более реальными и живыми, чем когда-либо прежде», в то время как Билл Кон, художник-постановщик фильма, сказал, что «термин, который [они] используют — правдоподобность, которая является основой всего, что делает [Pixar]». Глобальный технологический руководитель Судип Рангасвами сказал, что его команда использовала автоматический процесс для кадров фильма, который, по его словам, «дополняет большую гибкость» и что «он сделал кадры, которые ранее были невозможны». Оператор Джереми Ласки и монтажёр Джейсон Худак исследовали кадры NASCAR для гоночных сцен фильма.

## Музыка
Фи сказал, что и музыка, и саундтрек «действительно помогают поддержать сюжет, который мы рассказываем». И саундтрек, и музыка вышли 16 июня 2017 года.
В саундтреке есть «Run That Race», оригинальная песня, написанная и исполненная Дэном Ауэрбахом, который заявил, что песня «о том, чтобы никогда не сдаваться и всегда стараться изо всех сил». Ауэрбах сказал, что режиссёры показали ему сюжет и некоторые диалоги, из которых он собрал сюжет для песни. Саундтрек также включает «Ride», оригинальную песню в исполнении Зизи Уорд при участии Гари Кларка-младшего, которая была выпущена 14 апреля 2017 года в качестве сингла.
Музыка к фильму была написана частым сотрудником Pixar, Рэнди Ньюманом, который ранее написаь музыку к первому фильму. Том Макдугалл, исполнительный вице-президент Disney по музыке, сказал, что Ньюман имеет «реальную связь с миром „Тачек“» и что «его способность запечатлеть чувства к этому фильму, его персонажам, локациям и американской теме во всём мире необыкновенна — музыка настолько изменчива и вдохновлена. Такое ощущение, что Рэнди возвращается домой с этой музыкой». Ньюман использовал композиции из первого фильма в моментах, когда Фи «хотел вспомнить более раннее время».
Саундтрек к фильму, состоящий из двух альбомов, был выпущен лейблом Walt Disney Records — 16 июня 2017 года. Первый альбом включает в себя восемь рок/поп-песен, написанные восьмью исполнителями. Список композиций был представлен в мае 2017 года.
| №                   | Название                   | Исполнитель(и)                   | Длительность |
| ------------------- | -------------------------- | -------------------------------- | ------------ |
| 1.                  | «Run That Race»            | Дэн Ауэрбах                      | 2:43         |
| 2.                  | «Kings Highway»            | James Bay                        | 3:07         |
| 3.                  | «Truckaroo»                | Брэд Пейсли                      | 2:36         |
| 4.                  | «Thunder Hollow Breakdown» | Брэд Пейсли                      | 4:49         |
| 5.                  | «Glory Days»               | Андра Дэй                        | 4:07         |
| 6.                  | «Ride»                     | Зизи Уорд ft. Гари Кларк-младший | 4:03         |
| 7.                  | «Drive My Car»             | Хорхе Бланко                     | 2:42         |
| 8.                  | «Freeway of Love»          | Лиа Делария                      | 4:30         |
| Общая длительность: | Общая длительность:        | Общая длительность:              | 28:37        |

Второй альбом был составлен Рэнди Ньюманом, композитором первого фильма. В феврале 2016 года он подтвердил, что запишет саундтрек к фильму.
Вся музыка написана Рэнди Ньюманом.
| №                   | Название                                    | Длительность |
| ------------------- | ------------------------------------------- | ------------ |
| 1.                  | «Storm's Winning Streak»                    | 1:21         |
| 2.                  | «When All Your Friends Are Gone / Crash»    | 3:44         |
| 3.                  | «Doc's Painful Demise»                      | 1:25         |
| 4.                  | «Mater on the Horn»                         | 0:28         |
| 5.                  | «Sistine Chapel on Wheels»                  | 1:05         |
| 6.                  | «Temple of Rust-eze»                        | 1:25         |
| 7.                  | «A Career on a Wall / Electronic Suit»      | 3:20         |
| 8.                  | «Drip Pan»                                  | 1:11         |
| 9.                  | «McQueen's Wild Ride»                       | 2:05         |
| 10.                 | «Biggest Brand in Racing»                   | 3:10         |
| 11.                 | «Fireball Beach»                            | 2:15         |
| 12.                 | «Pull Over, Now! / Cruz's Racing Dreams»    | 1:59         |
| 13.                 | «1.2%»                                      | 1:21         |
| 14.                 | «If This Track Could Talk»                  | 2:32         |
| 15.                 | «Letters About You»                         | 2:02         |
| 16.                 | «Smokey Starts Training / A Blaze of Glory» | 5:56         |
| 17.                 | «Starting Dead Last»                        | 1:41         |
| 18.                 | «Flashback & Pit Stop»                      | 3:32         |
| 19.                 | «Through the Pack»                          | 3:41         |
| 20.                 | «Victory Lane»                              | 3:50         |
| 21.                 | «The Fabulous Lightning McQueen»            | 2:08         |
| Общая длительность: | Общая длительность:                         | 50:11        |

## Компьютерная игра
В том же 2017 году студией Avalanche Software была выпущена компьютерная игра «Тачки 3: Навстречу победе», которая является прямым продолжением сюжетной линии мультфильма.

## Релиз
«Тачки 3» вышли на экраны 16 июня 2017 года в США в формате 3D и нескольких IMAX театрах в сопровождении короткометражного фильма Pixar «Лу». Спец-показ фильма проходил 23 мая 2017 для индустрии NASCAR в Каннаполисе. Мировая премьера состоялась 10 июня 2017 года в Анахайме, Калифорния. В России фильм вышел на экраны 15 июня.

### Кассовые сборы
«Тачки 3» заработали $ 152 901 115 в Северной Америке и $ 231 029 541 в других странах, а общая сумма кассовых сборов в мировом прокате составляет $ 383 930 656.
В Северной Америке «Тачки 3» вышли на экраны вместе с фильмами «Очень плохие девчонки», «Синяя бездна» и «2pac: Легенда». Согласно прогнозам, сборы за первый уик-энд должны составить $ 60 млн из 4 256 кинотеатров. За первый день фильм собрал $ 19,5 млн. Мультфильм в США стартовал с $ 53,7 млн и занял первое место в прокате, сместив с него «Чудо-женщину». Выход фильма стал самым низким, но он стал шестнадцатым фильмом Pixar, который дебютировал в прокат под номером один. Во втором уик-энде фильм собрал $ 24,1 млн, упав на третье место за фильмами «Трансформеры: Последний рыцарь» и «Чудо-женщина».
Сумма сборов на международном рынке в первый уик-энд составили $ 21,3 млн в 23 странах. Первые сборы фильма на 9 % опередили «Тачки 2», а «Тачки» на 29 %.

### Критика
Фильм заслужил в целом положительные отзывы от критиков. На сайте Rotten Tomatoes рейтинг «свежести» фильма составляет 68 % со средним рейтингом 6 из 10 на основе 195 отзывов, из которых 132 — положительные, а оставшиеся 63 — отрицательные. На сайте Metacritic, где оценки выставляются на основе среднего арифметического взвешенного, средний рейтинг фильма составляет 59 баллов из 100 на основе 41 отзыва.
В своём обзоре для журнала Variety Оуэн Глейберман написал: «„Тачки 3“ — дружелюбное, весёлое кино, сделанное с большой энергией и симпатией, выезжающее на нашей любви к серии. Но во многом это чуть более качественная версия сиквела мультфильма, выходящего прямо на DVD или цифровой платформе». Дэвид Феар из Rolling Stone дал фильму положительный обзор, сказав: «В этой истории присутствует эмоциональный резонанс о том, как становиться старыми, преследовать дни славы и радость передачи эстафеты, которая оставляет два других фильма задыхающимися от его цифровой пыли. Конечная цель на этот раз является не просто продать ещё несколько игрушек и обеденных ящиков с Молнией Маккуином. Это на самом деле касается чего-то более глубокого, чем корпоративная прибыль».
Алонсо Дюральд из TheWrap дал фильму смешанный обзор, сказав: «Как фонтан мерчандайзинга, „Тачки 3“ работают на полную мощность. Как фильм, перед нами безвредные, но не вызывающие особых эмоций 109 минут».

## Продолжение
Что касается возможного выхода «Тачек 4», продюсеры «Тачек 3» Кевин Реэр и Андреа Уоррен в разговоре с CinemaBlend заявили: «Если есть хорошая история, которую можно рассказать, я имею в виду, что после того, как мы закончили работу над этим фильмом, мы ломаем голову: „О боже“, что можно сделать с дальнейшими приключениями? Но как и любое продолжение, от „Истории игрушек 4“ до „Суперсемейки 2“, если есть хорошая история, то стоит вложить деньги, мы любим этих персонажей, мы любим их так же сильно, как и публика». Что касается того, какой персонаж будет главным героем мультфильма, Реэр и Уоррен заявили, что «если Круз станет прорывным персонажем, как Мэтр, то она будет задействована в четвёртой части». Оуэн Уилсон заявил на пресс-конференции «Тачек 3», что обсуждались возможные сюжеты для «Тачек 4», хотя лично он хотел бы, чтобы четвёртый фильм «Тачек» был посвящён жанру триллера, как «Тачки 2». В интервью Screen Rant Лиа Делария выразила заинтересованность в повторном исполнении роли Мисс Крошки, рекламируя выход короткометражного мультфильма «Гоночная школа мисс Крошки» на DVD и Blu-ray совместно с «Тачками 3».
В декабре 2023 года стало известно, что Pixar работает над «Тачками 4» и другими спин-оффами, связанными с франшизой. Во время недавнего интервью на мероприятии Porsche Rennsport Reunion Event 2023 года креативный директор франшизы Джей Уорд рассказал, что они разрабатывают новый проект, связанный с франшизой: «Есть ещё больше „Тачек“, я пока не могу сказать больше. У „Тачек“ есть жизнь, которая будет продолжаться. Я сейчас работаю над некоторыми действительно забавными проектами, которые вы увидите через пару лет. Нам требуется некоторое время, чтобы сделать их».